# Конкакафов шампионат у фудбалу за жене 2018.
Конкакафов шампионат у фудбалу за жене 2018. је било десето издање Конкакафовог шампионата за жене, (познат и као Конкакафов Златни куп за жене или квалификациони турнир за светско првенство за жене), четворогодишње међународно фудбалско првенство које организује Конкакаф за женске репрезентације региона Северне, Централне Америке и Кариба. На турниру, који се одржао од 4. до 17. октобра 2018. године у Сједињеним Државама, играло је осам екипа.
Турнир је служио као квалификациони турнир Конкакафа за Светско првенство у фудбалу за жене 2019. у Француској. Три најбоља тима су се квалификовала за Светско првенство, док је четвртопласирани прошао у плеј-оф против трећепласираног тима из јужноамеричке конфедерације, Конмебол. Такође је одредио Конкакаф тимове који ће играти на женском фудбалском турниру Пан америчких игара 2019. у Лими.
Сједињене Државе су биле браниоци титуле такмичења. Успешно су одбраниле титулу као домаћини, победивши у финалу 2-0 Канаду за своју 8. титулу шампионата у Конкакафа за жене.
Ово је био последњи Конкакаф турнир који је брендиран као „Женско првенство“. У августу 2019, Конкакаф је најавио ребрендирање такмичења у Конкакафов В чампионшип.

## Квалификације
Одржани су регионални квалификациони турнири за одређивање екипа које ће играти на финалном турниру.

### Квалификоване репрезентације
На завршни турнир се пласирало следећих осам екипа. Канада, Мексико и Сједињене Државе, као чланови (НАФУ)а, аутоматски су се квалификовали. Два тима из (УНКАФ)а и три тима из (КФС)а квалификовали су се за своја регионална квалификациона такмичења.
| Екипа                                       | Квалификације                      | Учешћа                      | Претходни најбољи резултати                         | Претходна учешћа на светским првенствима | ФИФА рангирање на почетку шампионата |
| Северноамеричка зона (НАФУ)                 | Северноамеричка зона (НАФУ)        | Северноамеричка зона (НАФУ) | Северноамеричка зона (НАФУ)                         | Северноамеричка зона (НАФУ)              | Северноамеричка зона (НАФУ)          |
| ------------------------------------------- | ---------------------------------- | --------------------------- | --------------------------------------------------- | ---------------------------------------- | ------------------------------------ |
| Канада                                      | Аутоматски                         | 9.                          | Шампиони                                            | 6                                        | 5                                    |
| Мексико                                     | Аутоматски                         | 9.                          | Другопласиране (1998, 2010)                         | 3                                        | 24                                   |
| Сједињене Државе (носилац титуле & домаћин) | Аутоматски                         | 9.                          | Шампиони (1991, 1993, 1994, 2000, 2002, 2006, 2014) | 7                                        | 1                                    |
| Костарика                                   | Централна Америка − победнице      | 7.                          | Другопласиране (2014)                               | 1                                        | 34                                   |
| Панама                                      | Централна Америка − другопласиране | 3.                          | Групна фаза (2002, 2006)                            | 0                                        | 66                                   |
| Јамајка                                     | Кариби − победнице                 | 6.                          | Четврто место (2006)                                | 0                                        | 64                                   |
| Тринидад и Тобаго                           | Кариби − другопласиране            | 10.                         | Треће место (1991)                                  | 0                                        | 52                                   |
| Куба                                        | Кариби − треће место               | 1.                          | Први пут                                            | 0                                        | 88                                   |

## Градови и стадиони
Конкакаф је 8. априла 2018. објавио места одржавања. Стадион Сахлен и Х-Е-Б парк били су домаћини утакмица групне фазе, док је Тојота стадион био домаћин четири меча у нокаут фази.
| Кери              | Единбург         | Фриско            | КериЕдинбургФриско |
| ----------------- | ---------------- | ----------------- | ------------------ |
| Саленс стадион    | Х-Е-Б парк       | Стадион Тојота    | КериЕдинбургФриско |
| Капацитет: 10.000 | Капацитет: 9.735 | Капацитет: 20.500 | КериЕдинбургФриско |
|                   |                  |                   | КериЕдинбургФриско |

## Жреб
Жреб за финални турнир одржан је 4. септембра 2018. у 10:00 ЕДТ (УТЦ−4), у студију Унивижн у Мајамију. Осам тимова је било подељено у две групе по четири тима. Били су постављени у четири шешира. Шешир бр. 1 је садржала Сједињене Државе, носиоце у Групи А, и Канаду, носиоце у Групи Б. Преосталих шест тимова је распоређено у шешире од бр 2. до бр. 4 на основу женске ранг листе Конкакафа. Два тима из УНКАФ-а нису могла бити извучена у исту групу.
| Шешир 1                                                 | Шешир 2               | Шешир 3                       | Шешир 4         |
| ------------------------------------------------------- | --------------------- | ----------------------------- | --------------- |
| - Сједињене Државе (Позиција А1) - Канада (Позиција Б1) | - Мексико - Костарика | - Тринидад и Тобаго - Јамајка | - Панама - Куба |

## Групна фаза
По две најбоље екипе из сваке групе пролазе у полуфинале.

### Нерешени резултати
Тимови се рангирају према количнику освојених бодова (3 бода за победу, 1 бод за реми, 0 поена за пораз). Пласман тимова у свакој групи утврђује се на следећи начин (прописи чланови 12.4 и 12.7.):
1. бодови добијени у свим групним утакмицама
2. гол разлика у свим утакмицама у групи
3. број постигнутих голова на свим утакмицама у групи

Ако су две или више екипа изједначене на основу горе наведена три критеријума, њихов пласман се утврђује на следећи начин:
1. бодови добијени у групним утакмицама између дотичних тимова,
2. гол разлика у групним утакмицама између дотичних тимова
3. број голова постигнутих у групним утакмицама између дотичних тимова
4. фер плеј бодови у свим утакмицама у групи:
  - први жути картон: минус 1 бод
  - индиректни црвени картон (други жути картон): минус 3 бода
  - директан црвени картон: минус 4 бода
  - жути картон и директни црвени картон: минус 5 бодова
5. извлачење жреба (Конкакаф).

### Група А
Све сатнице су локалне, Источна временска зона (EDT) (UTC-4).

| Pos | Тим               | О | П | Н | И | ГД | ГП | ГР  | Бод. | Qualification |
| --- | ----------------- | - | - | - | - | -- | -- | --- | ---- | ------------- |
| 1   | Сједињене Државе  | 3 | 3 | 0 | 0 | 18 | 0  | +18 | 9    | Нокаут фаза   |
| 2   | Панама            | 3 | 2 | 0 | 1 | 5  | 5  | 0   | 6    | Нокаут фаза   |
| 3   | Мексико           | 3 | 1 | 0 | 2 | 4  | 9  | −5  | 3    |               |
| 4   | Тринидад и Тобаго | 3 | 0 | 0 | 3 | 1  | 14 | −13 | 0    |               |

| Тринидад и Тобаго | 0 : 3    | Панама                                                   |
| ----------------- | -------- | -------------------------------------------------------- |
|                   | Извештај | - Марта Кокс 12’ - Кениа Ранхел 68’ - Ерика Ернандез 89’ |

| Сједињене Државе                                                              | 6 : 0    | Мексико |
| ----------------------------------------------------------------------------- | -------- | ------- |
| - Меган Рапино 3’, 71’ - Џули Ерц 47’ - Алекс Морган 57’, 80’ - Тобин Хит 61’ | Извештај |         |

| Панама | 0 : 5    | Сједињене Државе                                             |
| ------ | -------- | ------------------------------------------------------------ |
|        | Извештај | - Сем Мевис 6’ - Карли Лојд 23’, 29’, 48’ - Кристен Прес 32’ |

| Мексико                                                       | 4 : 1    | Тринидад и Тобаго       |
| ------------------------------------------------------------- | -------- | ----------------------- |
| - Чарлин Корал 33’, 62’ - Кети Џонсон 55’ - Марија Санчез 71’ | Извештај | - Џонел Като 50’ (пен.) |

| Панама                               | 2 : 0    | Мексико |
| ------------------------------------ | -------- | ------- |
| - Карла Рилеј 47’ - Линет Седењо 85’ | Извештај |         |

| Тринидад и Тобаго | 0 : 7    | Сједињене Државе                                                                                  |
| ----------------- | -------- | ------------------------------------------------------------------------------------------------- |
|                   | Извештај | - Алекс Морган 9’, 50’ - Роуз Лавел 41’, 43’ - Кристал Дан 45’ - Линдзи Хоран 49’ - Тобин Хит 58’ |

### Група Б
Све сатнице су локалне, (CDT) (UTC−5).

| Pos | Тим       | О | П | Н | И | ГД | ГП | ГР  | Бод. | Qualification |
| --- | --------- | - | - | - | - | -- | -- | --- | ---- | ------------- |
| 1   | Канада    | 3 | 3 | 0 | 0 | 17 | 1  | +16 | 9    | Нокаут фаза   |
| 2   | Јамајка   | 3 | 2 | 0 | 1 | 10 | 2  | +8  | 6    | Нокаут фаза   |
| 3   | Костарика | 3 | 1 | 0 | 2 | 9  | 4  | +5  | 3    |               |
| 4   | Куба      | 3 | 0 | 0 | 3 | 0  | 29 | −29 | 0    |               |

| Костарика | 8 : 0    | Куба |
| --- | -------- | ---- |
| - Мелиса Ерера 4’ - Присцила Чинчиља 5’, 45+1’ - Фабиола Санчез 19’ - Ширли Круз 33’, 38’ - Марија Барантес 82’ (пен.), 90+2’ | Извештај |      |

| Канада                 | 2 : 0    | Јамајка |
| ---------------------- | -------- | ------- |
| - Ничел Принс 33’, 80’ | Извештај |         |

| Јамајка          | 1 : 0    | Костарика |
| ---------------- | -------- | --------- |
| - Кадија Шау 46’ | Извештај |           |

| Куба | 0 : 12   | Канада |
| ---- | -------- | --- |
|      | Извештај | - Адријана Леон 11’, 23’, 55’, 59’ - Џордин Хитема 13’, 37’, 52’, 71’ - Дини Роуз 25’ - Ребека Квин 56’ - Кристин Синклер 63’ - Диана Матесон 72’ |

| Куба | 0 : 9    | Јамајка |
| ---- | -------- | --- |
|      | Извештај | - Кадија Шау 2’ - Џоди Браун 26’, 38’, 72’ - Сашана Кепмпбел 30’, 75’ - Денеиша Блеквуд 50’ (пен.) - Кристин Чанг 64’ - Марло Светмен 82’ |

| Костарика                 | 1 : 3    | Канада                                                   |
| ------------------------- | -------- | -------------------------------------------------------- |
| - Глоријана Виљалобос 73’ | Извештај | - Џанин Беки 25’ - Ничел Принс 40’ - Кристин Синклер 57’ |

## Нокаут фаза
У полуфиналу, ако је утакмица била изједначена по истеку 90 минута, не би се играли продужеци и већ би меч био одлучен извођењем једанаестераца. У мечу за треће место и финалу, ако је утакмица била изједначена по истеку 90 минута, играли би се продужеци, а ако је после продужетака остало нерешено, меч ће бити одлучен извођењем једанаестераца (Правилник, члан 12.14).

### Мрежа
Све сатнице времена су локална, (CDT) (UTC−5).

|  | Полуфинале           | Полуфинале       |                         |   | Финале | Финале |
|  |                      |                  |                         |   |        |        |
|  | 14. октобар – Фриско |                  |                         |   |        |        |
|  |                      |                  |                         |   |        |        |
|  | Панама               | 0                |                         |   |        |        |
|  | Панама               | 0                | 17. октобар – Фриско    |   |        |        |
|  | Канада               | 7                |                         |   |        |        |
|  | Канада               | 7                | Канада                  | 0 |        |        |
|  | 14. октобар – Фриско |                  | Канада                  | 0 |        |        |
|  |                      | Сједињене Државе | 2                       |   |        |        |
|  | Сједињене Државе     | Сједињене Државе | 2                       | 6 |        |        |
|  | Сједињене Државе     |                  |                         | 6 |        |        |
|  | Јамајка              | 0                |                         |   |        |        |
|  | Јамајка              | 0                | Утакмица за треће место |   |        |        |
|  |                      |                  |                         |   |        |        |
|  | 17. октобар – Фриско |                  |                         |   |        |        |
|  |                      |                  |                         |   |        |        |
|  | Панама               | 2 (2)            |                         |   |        |        |
|  | Панама               | 2 (2)            |                         |   |        |        |
|  | Јамајка (пен.)       | 2 (4)            |                         |   |        |        |

### Полуфинале
| Панама | 0 : 7    | Канада |
| ------ | -------- | --- |
|        | Извештај | - Кристин Синклер 44’, 49’ - Џеси Флеминг 47’ - Џанин Беки 58’ - Ребека Квин 63’ - Адријана Леон 76’, 78’ |

| Сједињене Државе                                                                | 6 : 0    | Јамајка |
| ------------------------------------------------------------------------------- | -------- | ------- |
| - Тобин Хит 2’, 29’ - Меган Рапино 15’ - Џули Ерц] 21’ - Morgan 33’, 84’ (пен.) | Извештај |         |

Канада и Сједињене Државе су се квалификовале за Светско првенство у фудбалу за жене 2019. Панама и Јамајка су ушле у плеј-оф за треће место.

### Утакмица за треће место
| Панама                                                         | 2 : 2 (п. с. н.) | Јамајка                                                           |
| -------------------------------------------------------------- | ---------------- | ----------------------------------------------------------------- |
| - Наталија Милс 74’ - Линет Седењо 115’                        | Извештај         | - Кадија Шау 14’ - Џоди Браун 95’                                 |
| Пенали                                                         |                  |                                                                   |
| - Јомира Пинзон - Ерика Ернандез - Линет Седењо - Кениа Ранхел | 2 : 4            | - Денеиша Блеквуд - Ешли Шим - Кристин Чанг - Доминике Бонд-Фласа |

Јамајка се квалификовала за Светско првенство у фудбалу за жене 2019.. Панама је ушла у Конкакаф–Конмебол плеј-оф где је играла против Аргентине.

### Финале
| Канада | 0 : 2    | Сједињене Државе                   |
| ------ | -------- | ---------------------------------- |
|        | Извештај | - Роуз Лавел 2’ - Алекс Морган 89’ |

## Признања

### Индивидуална признања
По завршетку турнира додељене су следећа признања.
| Признање        | Играч                    |
| --------------- | ------------------------ |
| Златна лопта    | Џули Ерц                 |
| Златна копачка  | Алекс Морган (7. голова) |
| Златна рукавица | Јенит Бејли              |
| Млада играчица  | Џоди Браун               |
| Фер−плеј        | Сједињене Државе         |

## Стрелци
Укупно је постигнуто  83 голова у 16 утакмица, с просеком од 5.19 гола по утакмици.
7 голова
- Алекс Морган

6 голова
- Адријана Леон

4 гола
- Џордин Хјутема
- Кристин Синклер
- Џоди Браун
- Тобин Хит

## Квалификације за међународне турнире

### Квалификовани тимови за Светско првенство у фудбалу за жене
Следећа три тима из Конкакафа су се квалификовала за Светско првенство у фудбалу за жене 2019. Панама није успела да се квалификује изгубивши у плеј-офу од трећепласираног тима Аргентине за Копа Америка у фудбалу за жене 2018.
| Екипа            | Квалификовала се на | Претходна учешћа на светским првенствима 1   |
| ---------------- | ------------------- | -------------------------------------------- |
| Канада           | 14. октобар 2018.   | 6 (1995, 1999, 2003, 2007, 2011, 2015)       |
| Сједињене Државе | 14. октобар 2018.   | 7 (1991, 1995, 1999, 2003, 2007, 2011, 2015) |
| Јамајка          | 17. октобар 2018.   | 0 (први пут)                                 |

1 Подебљано означава шампионе за ту годину. Курзив означава домаћине за ту годину.

### Квалификовани тимови за Панамеричке игре
Овај шампионат је коришћен за одређивање четири тима чланица Конкакафа који ће се квалификовати за женски фудбалски турнир Панамеричких игара 2019. Најбољи тим из сваке од три зоне, тј. Кариба (КФС), Централне Америке (УНКАФ) и Северне Америке (НАФУ), би се квалификовао, а четврти тим ће касније одредити Конкакаф. Међутим, и Сједињене Државе и Канада су одбиле да учествују како би се фокусирале на Светско првенство у фудбалу за жене 2019., тако да се Мексико квалификовао за место у Северној Америци.
| Екипа     | Зона  | Квалификовао се                       | Претходни наступи на Панамеричким играма2 |
| --------- | ----- | ------------------------------------- | ----------------------------------------- |
| Јамајка   | ФСК   | 11. октобар 2018.                     | 1 (2007)                                  |
| Панама    | УНКАФ | 11. октобар 2018.                     | 1 (2007)                                  |
| Мексико   | НАФУ  | 2019. (потврђено од стране Конкакафа) | 5 (1999, 2003, 2007, 2011, 2015)          |
| Костарика | УНКАФ | 2019. (потврђено од стране Конкакафа) | 4 (1999, 2003, 2011, 2015)                |

1 Подебљано означава шампионе за ту годину. Курзив означава домаћине за ту годину.

## Полемика
У 89. минуту финалне утакмице, Алекс Морган је била офсајду када је постигла други гол за САД, али судија није поништио гол.
. ВАР још није био у употреби на овом шампионату.